# Casarão Regência II
Casarão de Regência II é um casarão construído no ano de 1878, localizado no distrito de Mangaraí, pertencente ao município de Santa Leopoldina, no interior do estado do Espírito Santo.

## História
Localizado no distrito de Mangaraí, pertencente ao município de Santa Leopoldina, no interior do estado do Espírito Santo, o Casarão da Regência II é parte integrante da fazenda de João Nunes, importante nome do setor agropecuário do estado.
Construído no ano de 1878, no contexto da escravidão no Brasil, no topo de uma colina, o Casarão II é um prédio que auxiliava a produção de café da fazenda, sendo um suporte do Casarão Regência I.
O prédio possui dois andares, sendo o primeiro utilizado como depósito da produção cafeeira e o segundo como residência familiar.

## Tombamento
Dada sua importância histórica por tratar-se de uma das grandes construções da história agronômica do estado, a edificação passou pelo processo de tombamento, no ano de 1983, junto à Secretaria de Estado da Cultura do Espírito Santo (SECULT), órgão estadual responsável pela manutenção histórica e preservação do patrimônio estadual.